# Groupe de NGC 3952
Le groupe de NGC 3952 comprend au moins quatre galaxies situées dans la constellation de la Vierge. La distance moyenne entre ce groupe et la Voie lactée est d'environ 29,0 Mpc (∼94,6 millions d'al). 

## Membres
Le tableau ci-dessous liste les quatre galaxies du groupe indiquées dans l'article de A.M. Garcia paru en 1993.
| Nom                 | Class.   | Type                               | α (J2000.0)   | δ (J2000.0)  | Vitesse radiale (km/s) | m       | Distance (Mpc) | Diamètre (kal) |
| ------------------- | -------- | ---------------------------------- | ------------- | ------------ | ---------------------- | ------- | -------------- | -------------- |
| IC 2963 (=NGC 3915) | So+?     | Lenticulaire                       | 11h 49m 24.5s | -05° 07′ 06″ | 1671 ± 7               | 13,9    | 30,0 ± 2,1     | 32             |
| NGC 3952            | Sm,      | Spirale magellanique               | 11h 53m 40.6s | -03° 59′ 48″ | 1577 ± 5               | 13,1    | 28,6 ± 2,0     | 33             |
| UGCA 249            | IB(s)m   | Irrégulière magellanique           | 11h 52m 31.3s | -03° 40′ 29″ | 1665 ± 11              | 14,7    | 29,9 ± 2,1     | 40             |
| MCG -1-30-43        | SAB(s)dm | Spirale intermédiaire magellanique | 11h 52m 59.4s | -04° 36′ 37″ | 1486 ± 3               | 13,8132 | 27,3 ± 2,0     | 37             |

Le site DeepskyLog permet de trouver aisément les constellations des galaxies mentionnées dans ce tableau ou si elles ne s'y trouvent pas, l'outil du site constellation permet de le faire à l'aide des coordonnées de la galaxie. Sauf indication contraire, les données proviennent du site NASA/IPAC. 